# Marstal Kommune
Marstal Kommune på Ærø mistede ved kommunalreformen i 1970 sin status som handelsplads og blev en kommune i Fyns Amt, bestående af Marstal Sogn. Den indgik 1. januar 2006 i Ærø Kommune sammen med Ærøskøbing Kommune efter folkeafstemning i begge kommuner.

## Marstal Handelsplads
Ærø blev efter krigen i 1864 overført fra hertugdømmet Slesvig til kongeriget Danmark. I 1867 blev Marstal handelsplads og fik dermed nogle af en købstads rettigheder, men hørte i modsætning til købstæderne stadig til amtskommunen, her Svendborg Amt. Kun den bymæssige del af Marstal Sogn blev handelsplads, mens Marstal landsogn blev ved med at være en almindelig sognekommune.
1. april 1962 blev landsognet indlemmet i handelspladsen:
| Kommune              | Folketal november 1960 |
| -------------------- | ---------------------- |
| Marstal handelsplads | 1.986                  |
| Marstal landsogn     | 2.295                  |
| I alt                | 4.281                  |

De fleste kommunesammenlægninger i 1960'erne var frivillige, men denne var tvungen. Den gjorde Marstal stor nok til at overleve som selvstændig kommune efter kommunalreformen.
I 1964 blev Drejø Kommune delt, så øen Birkholm blev overført til Marstal Handelsplads, mens hovedparten med Drejø, Hjortø og Skarø blev indlemmet i Svendborg Købstad.

## Borgmestre[2]
| Periode   | Navn                     | Parti                       |
| --------- | ------------------------ | --------------------------- |
| 1970-1974 | Harald Madsen            | Lokalliste                  |
| 1974-1985 | Robert Stærke Kristensen | Det Konservative Folkeparti |
| 1986-1993 | Ole Pihl                 | Det Konservative Folkeparti |
| 1994-1997 | Grethe Hansen            | Socialdemokratiet           |
| 1998-2005 | Karsten Landro           | Det Konservative Folkeparti |